# Ulica Władysława Jagiełły w Siedlcach
Ulica Władysława Jagiełły – jedna z głównych ulic w Siedlcach, na trasie W-Z, na Osiedlu Tysiąclecia.

## Przebieg
Ulica rozpoczyna się na rondzie im. ks. Jerzego Górskiego, a kończy się na skrzyżowaniu z ulicą Sokołowską. Ulica jest w całości dwujezdniowa (o dwóch pasach ruchu), rozdziela ona II i III etap os. Tysiąclecia. Leży w ciągu drogi krajowej nr 63. 

## Historia
Ul. Wł. Jagiełły wybudowano na początku lat 90., pomiędzy II i III etapem Osiedla Tysiąclecia.

## Pochodzenie nazwy
Ulica poświęcona jest polskiemu królowi i wielkiemu księciu litewskiemu Władysławowi Jagielle.

## Obiekty
- supermarket Tesco (wjazd od ul. 11 Listopada)
- PSS Społem (centrala), Państwowa Inspekcja Handlowa, nr 10